# Npm (소프트웨어)
npm(노드 패키지 매니저/Node Package Manager)은 자바스크립트 프로그래밍 언어를 위한 패키지 관리자이다. 자바스크립트 런타임 환경 Node.js의 기본 패키지 관리자이다. 명령 줄 클라이언트(npm), 그리고 공개 패키지와 지불 방식의 개인 패키지의 온라인 데이터베이스(npm 레지스트리)로 이루어져 있다. 이 레지스트리는 클라이언트를 통해 접근되며 사용 가능한 패키지들은 npm 웹사이트를 통해 찾아보고 검색할 수 있다. 패키지 관리자와 레지스트리는 npm사에 의해 관리된다.

## 역사
npm은 온전히 자바스크립트로 작성되어 있으며 모듈 패키징이 엉망으로 완성되는 것을 관찰하고 펄의 CPAN과 PHP의 PEAR와 같은 기타 유사한 프로젝트의 단점들에서 영향을 받은 아이작 Z 슐루터(Isaac Z. Schlueter)가 개발하였다.

## 대안
자바스크립트 모듈을 설치하기 위해 npm을 대신할만한 오픈 소스 대안들이 많이 있으며 여기에는 ied, pnpm, npmd, Yarn이 포함되며 그 중 마지막 것은 2016년 10월 페이스북이 공개한 것이다. 이것들은 공용 npm 레지스트리와 모두 호환되고 해당 레지스트리를 기본으로 사용하지만 각기 다른 클라이언트 사이드 경험을 제공하며 npm 클라이언트에 비해 보통 성능 및 결정론을 개선하는데 초점을 둔다.

## 같이 보기
- 소프트웨어 저장소